# (5903) 1989 AN1
Az (5903) 1989 AN1 a Naprendszer kisbolygóövében található aszteroida. Ueda és Kaneda fedezte fel 1989. január 6-án.